# Festival international du film fantastique d'Avoriaz 1990
Le Festival international du film fantastique d'Avoriaz 1990 est le 18e Festival international du film fantastique d'Avoriaz.

## Jury
- Jerry Schatzberg (président)
- Richard Berry
- Yves Boisset
- Julien Clerc
- Larry Collins
- Wes Craven
- Gérard Di-Maccio
- Pierre Malet
- Macha Méril
- Claire Nadeau
- Karel Reisz
- Régis Wargnier
- Georges Wolinski

## Sélection

### Compétition
- Appel d'urgence (Miracle Mile) de Steve De Jarnatt ( États-Unis)
- La Banyera de Jesús Garay ( Espagne)
- Black Rainbow de Mike Hodges ( Royaume-Uni)
- Dans le ventre du dragon de Yves Simoneau ( Canada)
- Embrasse-moi, vampire (Vampire's Kiss) de Robert Bierman (en) ( États-Unis)
- La Femme du marchand de pétrole (Zhena kerosinshchika ou Жена керосинщика) d'Alexandre Kaïdanovski ( Union soviétique)
- Tête à tête (How to Get Ahead in Advertising) de Bruce Robinson ( Royaume-Uni)
- Lectures diaboliques (I, Madman) de Tibor Takács ( États-Unis)
- Leviathan de George Pan Cosmatos ( États-Unis /  Italie)
- Point de rencontre (Sabirni Centar) de Goran Marković ( Yougoslavie)
- Les Poissons morts (Die toten Fische) de Michael Synek ( Autriche)
- Simetierre (Pet Sematary) de Mary Lambert ( États-Unis)
- Society de Brian Yuzna ( États-Unis)
- Tom et Lola de Bertrand Arthuys ( France)

### Hors compétition
- Adrénaline de Yann Piquer, Jean-Marie Maddedu, Anita Assal, John Hudson, Barthélémy Bompart, Alain Robak et Philippe Dorison ( France)
- Baby Blood de Alain Robak ( France)
- Chérie, j'ai rétréci les gosses (Honey, I Shrunk the Kids) de Joe Johnston ( États-Unis)
- Ré-Animator 2 (Bride of Re-Animator) de Brian Yuzna ( États-Unis)
- Sanctuaire (La Chiesa) de Michele Soavi ( Italie)
- Sanglante Paranoïa (Brain Dead) d'Adam Simon ( États-Unis)
- Shocker de Wes Craven ( États-Unis)
- 3615 code Père Noël de René Manzor ( France)

## Palmarès
- Grand prix : Lectures diaboliques de Tibor Takács
- Grand prix de l'étrange : La Femme du marchand de pétrole de Alexandre Kaïdanovski
- Prix spécial du jury : Point de rencontre de Goran Marković
- Prix des effets spéciaux : Leviathan de George Pan Cosmatos
- Prix de la critique : Point de rencontre de Goran Marković
- Prix de la C.S.T. : Les Poissons morts de Michael Synek
- Prix du public : Simetierre de Mary Lambert